# Cerochlamys trigona
Cerochlamys trigona är en isörtsväxtart som beskrevs av Nicholas Edward Brown. Cerochlamys trigona ingår i släktet Cerochlamys och familjen isörtsväxter. Inga underarter finns listade i Catalogue of Life.